# Гончарівка (Чортківський район)

Гончарі́вка — село в Україні, у Монастириській міській громаді Чортківського району Тернопільської області. 

## Географія
Розташоване на сході району,  неподалеку (бл. 2 км північніше) автодороги Н18.

## Герб
У лазуровому щиті на золотому пагорбі золотий глечик, обтяжений лазуровою хвилястою балкою і супроводжуваний праворуч золотим полум'яним мечем, а зліва - золотим колосом.

## Історія
У податковому реєстрі 1515 року в селі Вичолки (Vyczolky) документується 1/2 лану (близько 12 га) оброблюваної землі.
Перша згадка про село датована 1785 роком. До 1946 року село називалося Вичілки (Вичулки).
До села приєднана територія колишнього — Старої Гути, в якому в 1939 році проживали 5 українців та 775 поляків.
Протягом 1962–1966 село належало до Бучацького району.
До 2018 — центр сільської ради. Від 2018 року ввійшло в склад Монастириської міської громади.
12 червня 2020 року, відповідно до розпорядження Кабінету Міністрів України № 724-р «Про визначення адміністративних центрів та затвердження територій територіальних громад Тернопільської області» увійшло до складу Монастириської міської громади.
Після ліквідації Монастириського району 19 липня 2020 року село увійшло до Чортківського району.

## Політика

### Парламентські вибори, 2019
На позачергових парламентських виборах 2019 року у селі функціонувала окрема виборча дільниця № 610671, розташована у приміщенні дитячого садка.
Результати
- зареєстровано 733 виборці, явка 54,71%, найбільше голосів віддано за «Слугу народу» — 32,08%, за Всеукраїнське об'єднання «Батьківщина» — 18,55%, за «Європейську Солідарність» — 14,04%.[8] В одномандатному окрузі найбільше голосів отримав Микола Люшняк (самовисування) — 39,29%, за Ігоря Сопеля (Слуга народу) — 18,37%, за Аллу Стечишин (самовисування) — 11,73%[9].

## Релігія
- церква святого архістратига Михаїла (1958, дерев'яна; 1994, мурована, УГКЦ).

## Населення
Згідно з переписом УРСР 1989 року чисельність наявного населення села становила 1195 осіб, з яких 559 чоловіків та 636 жінок.
За переписом населення України 2001 року в селі мешкали 1093 особи.

### Мова
Розподіл населення за рідною мовою за даними перепису 2001 року:
| Мова       | Чисельність | Відсоток |
| ---------- | ----------- | -------- |
| українська | 1084        | 99,82%   |
| російська  | 1           | 0,09%    |
| румунська  | 1           | 0,09%    |
| Усього     | 1086        | 100%     |

## Видання про село
Книга І. Гулея «До Вичілок дороженька» (2000).

## Відомі люди

### Народилися
- Бойко Анатолій — український військовик, учасник російсько-української війни[13].
- Іван Бойко (нар. 1932) — гончар, майстер художньої кераміки, член НСМНМУ (1990)[14].
- Двуліт Олег Павлович — український військовик, учасник російсько-української війни[15].
- д-р Ярослав Розумний (1925—2013) — професор, славіст, дійсний член НТШ[16];

## Галерея

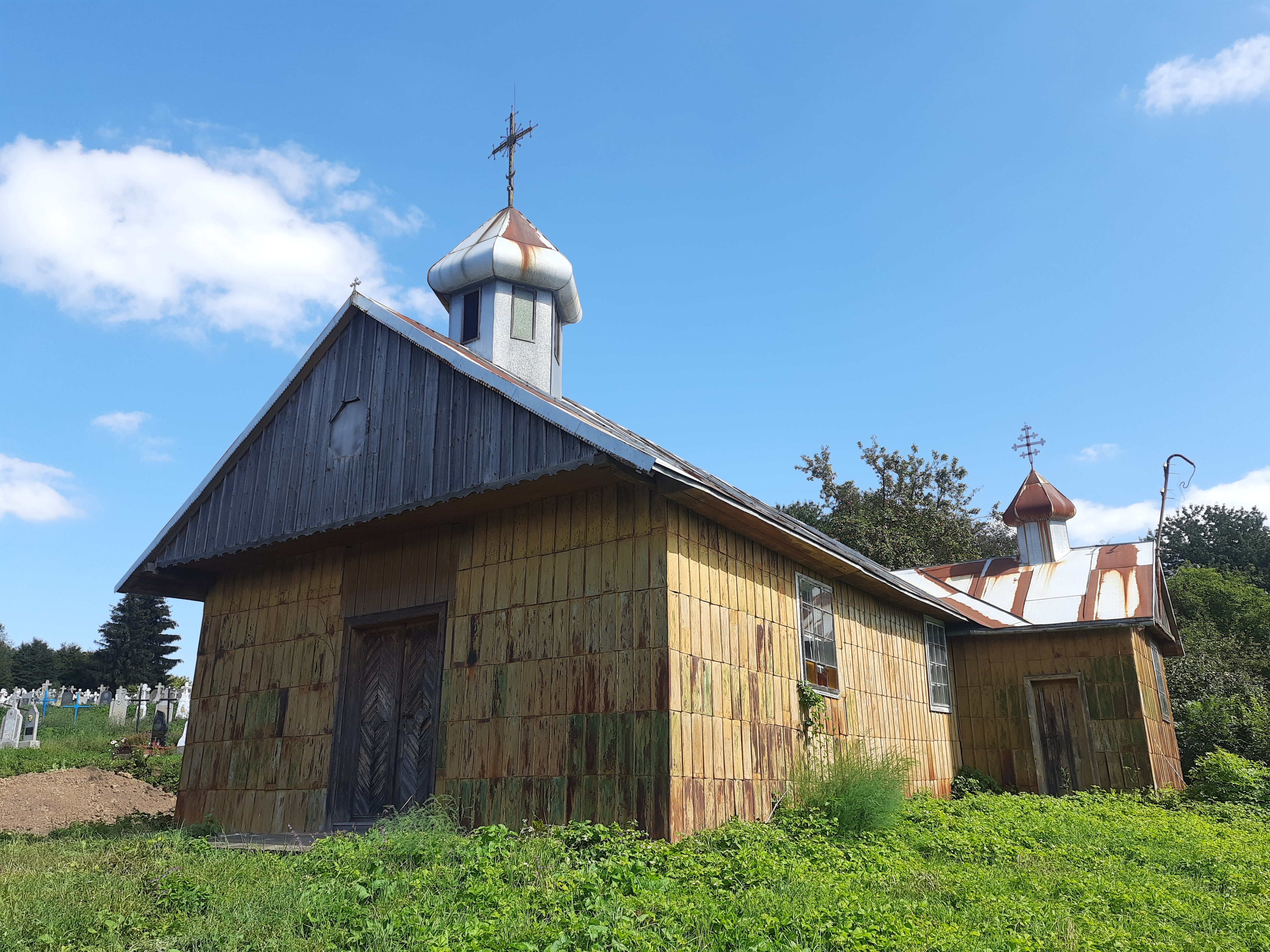
Церква Святого Архістратига Михаїла 1958р.
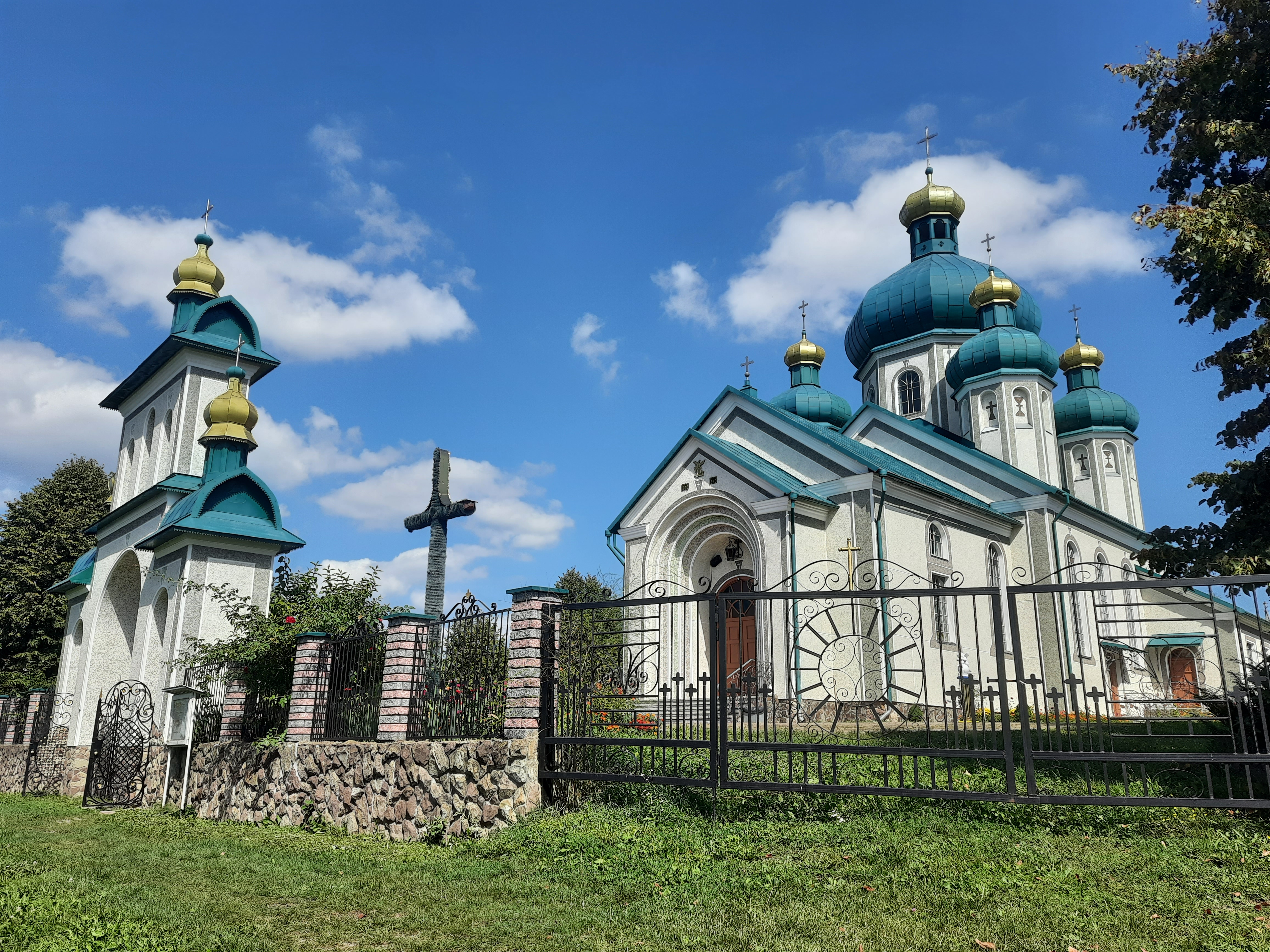
Церква Святого Архістратига Михаїла 1996 р.
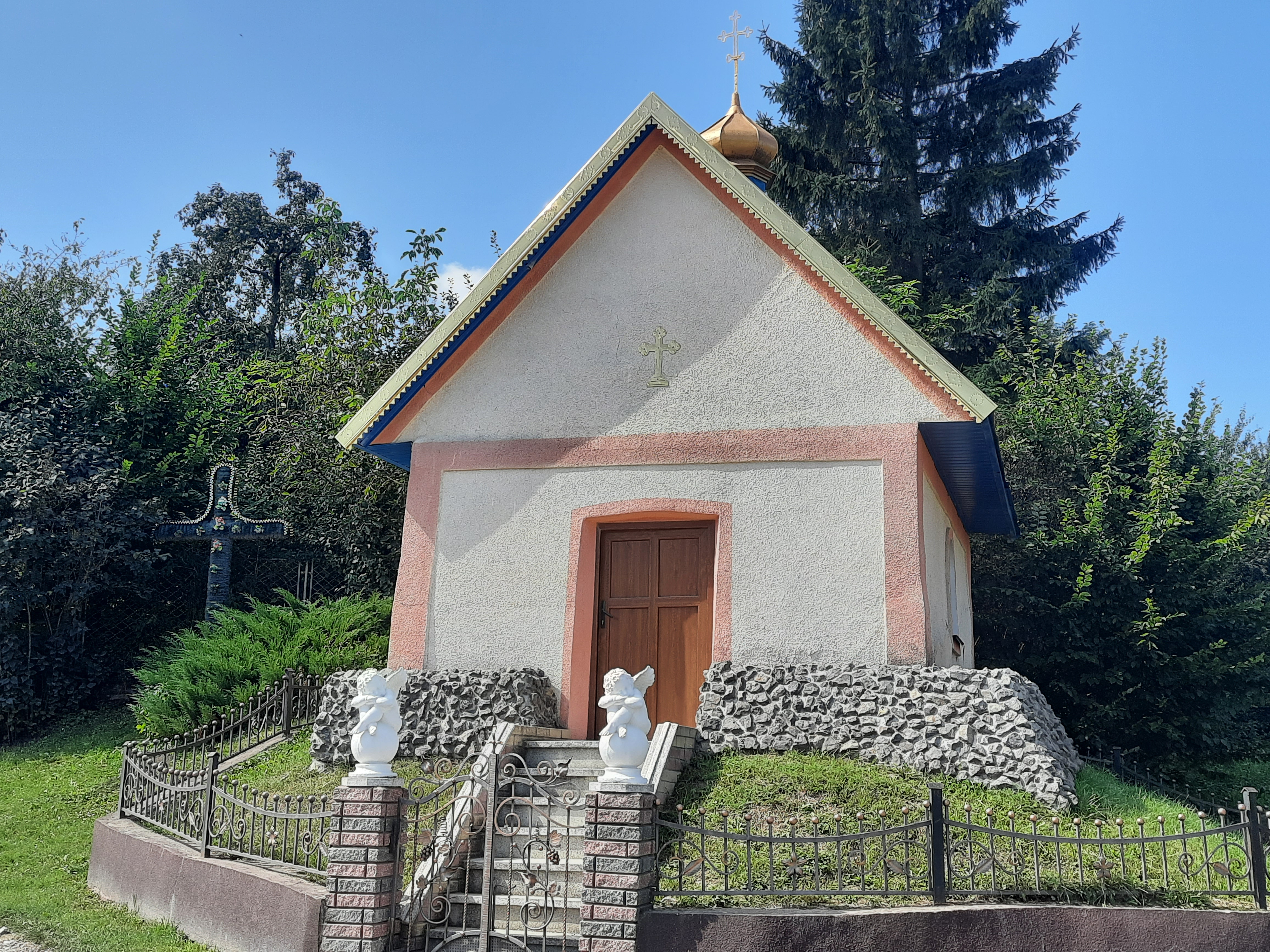
Капличка
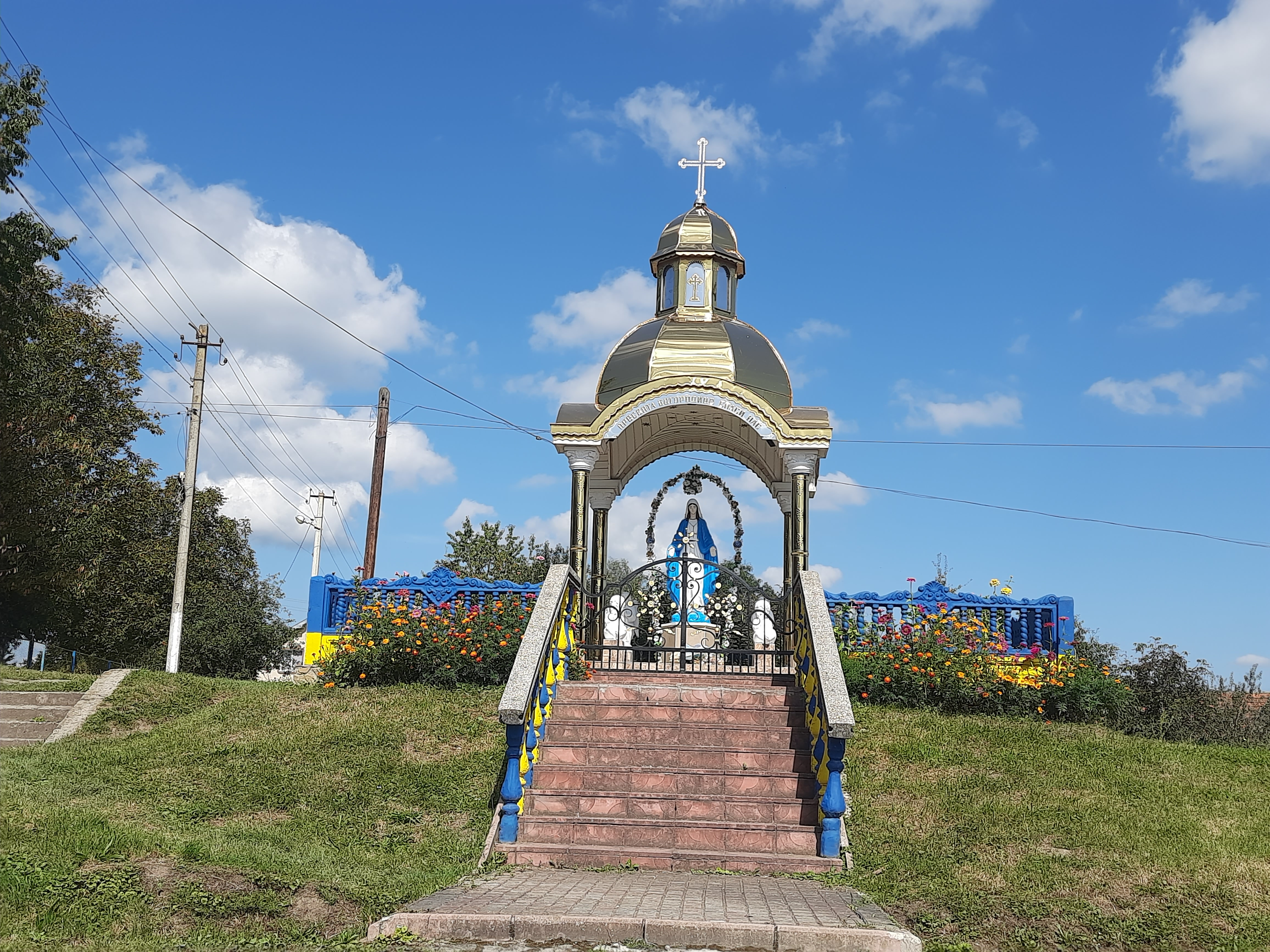
Статуя Божої Матері
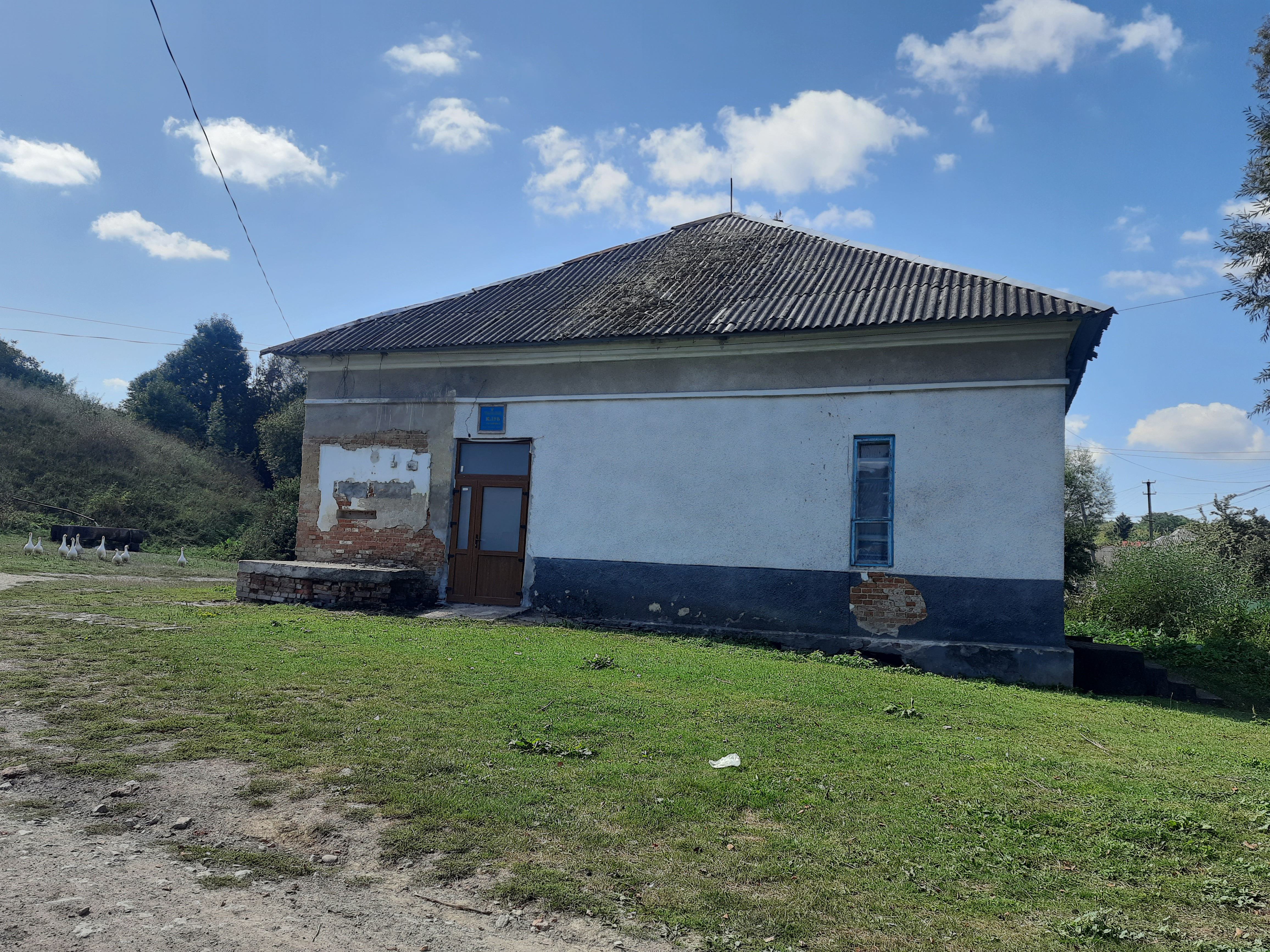
Клуб
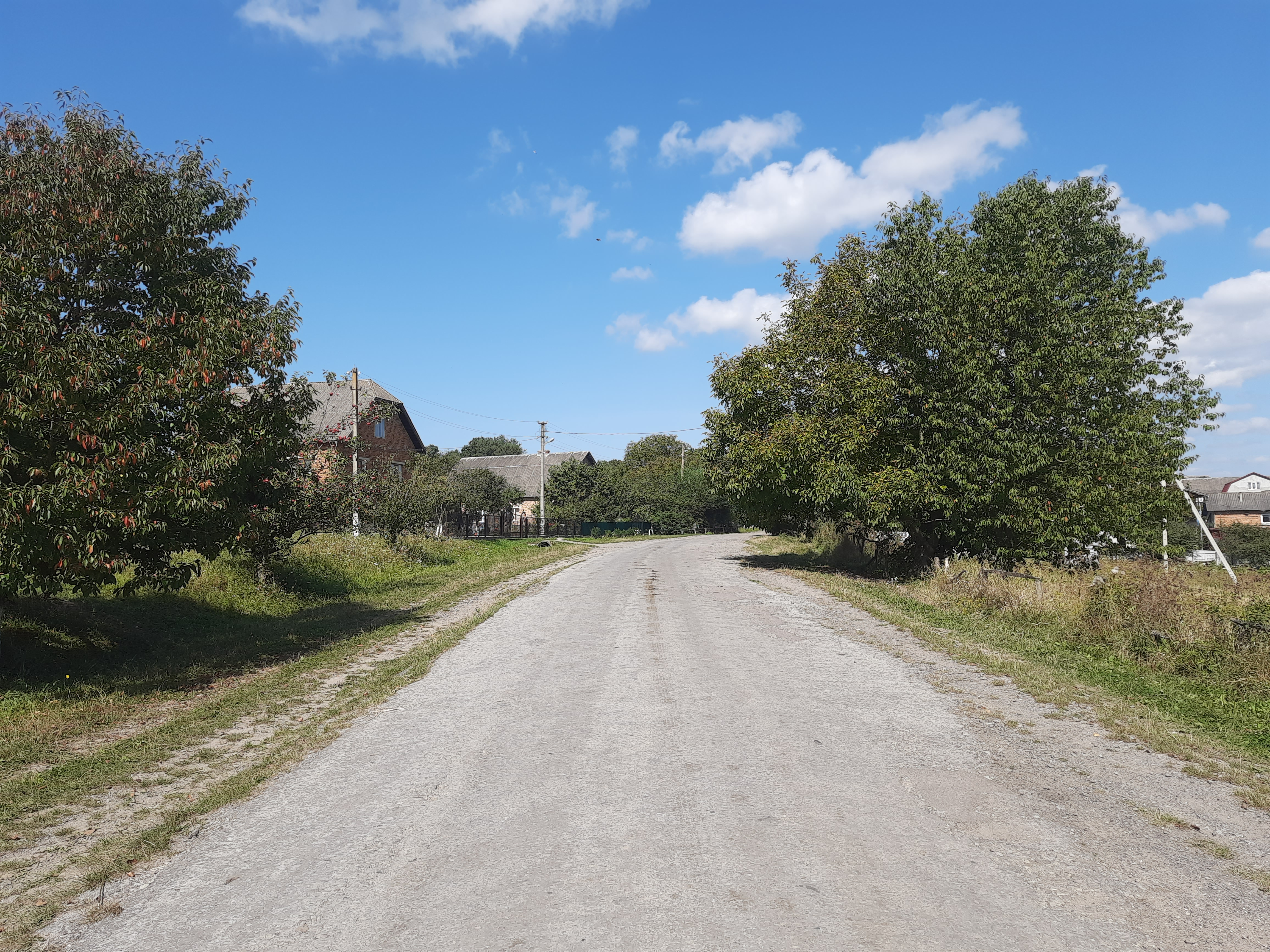
Сільська вулиця
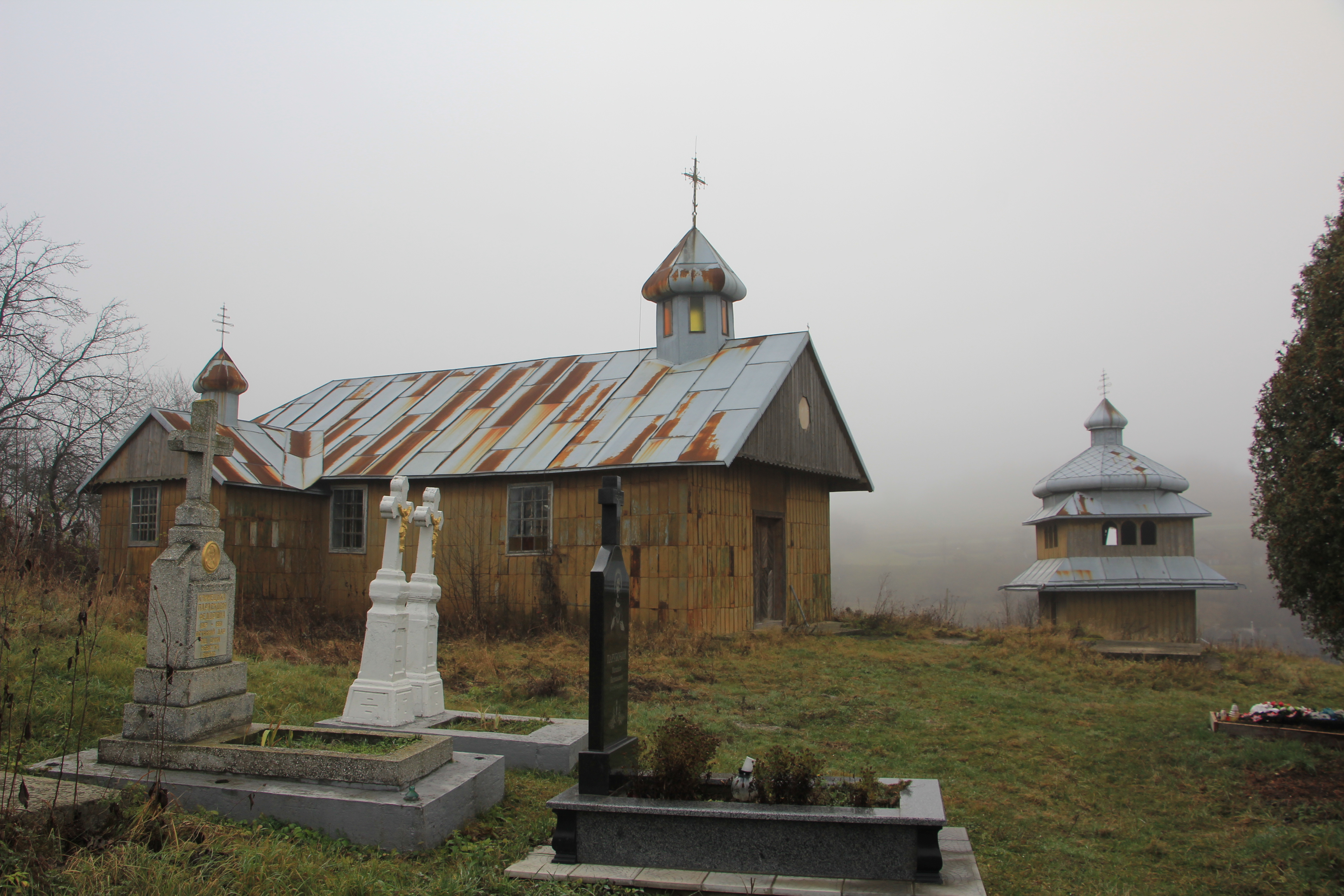
Дерев'яна церква
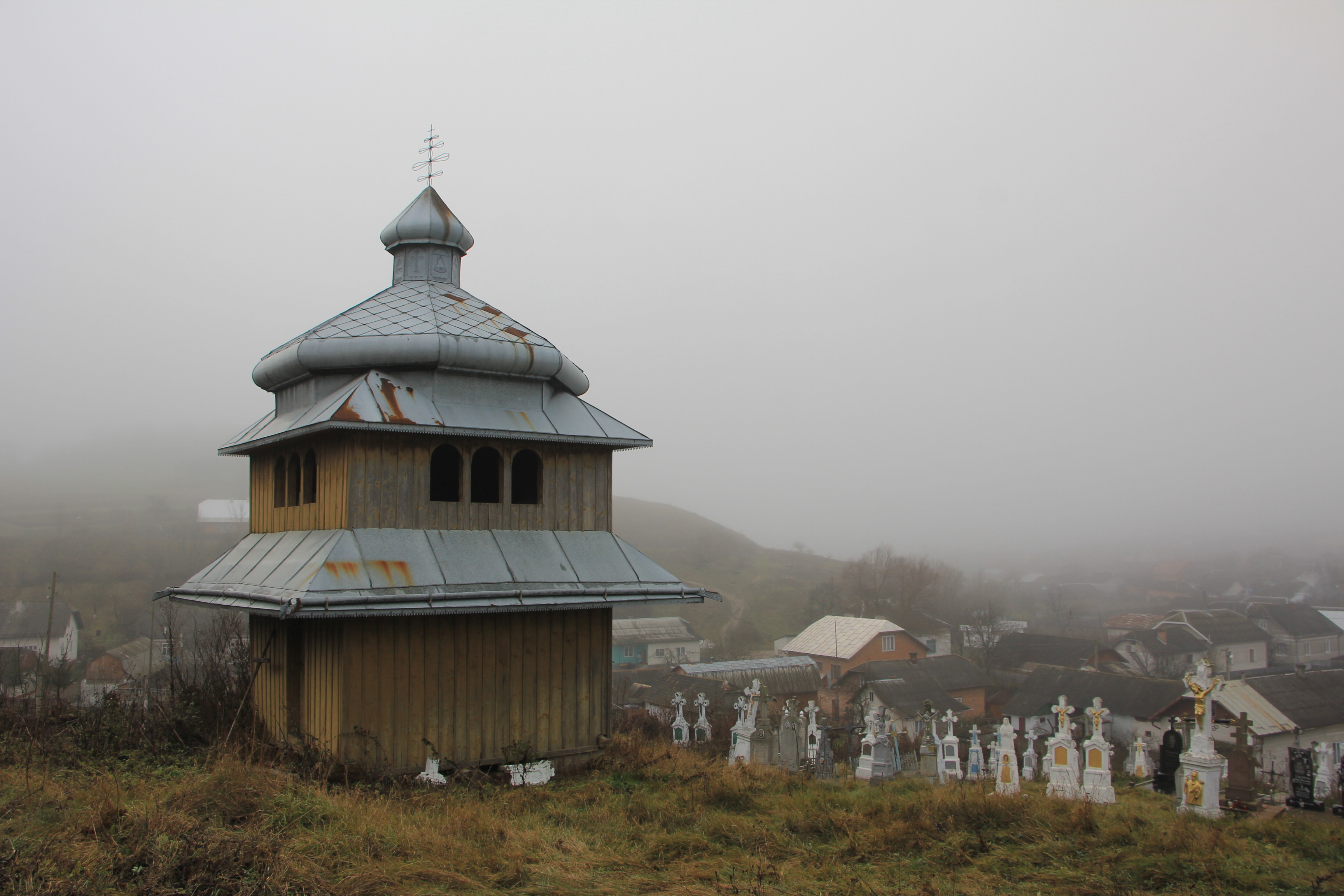
Дзвіниця біля дерев'яної церкви